# Lista de candidatos de O Aprendiz
A lista de candidatos de O Aprendiz engloba todos os indivíduos que participaram deste reality show, inicialmente transmitido pela Rede Record entre 2004 e 2014, abrangendo um total de dez edições. Após um hiato de quatro anos, o programa retornou em 2019, sendo exibido pela emissora Band. O Aprendiz é uma competição televisiva no âmbito dos negócios, na qual os participantes disputam pelo prêmio final sob a orientação do apresentador e de seus conselheiros. Ao longo de cada temporada, os concorrentes são eliminados gradualmente com base em seu desempenho nas tarefas designadas. Após a conclusão de cada tarefa, a equipe vencedora recebe uma recompensa, enquanto a equipe perdedora é submetida a uma avaliação, na qual é determinado o participante que será eliminado. O finalista selecionado pelo apresentador é contratado como seu aprendiz.
Nas quarta e quinta temporadas, o prêmio foi constituído por cotas de sociedade, ao invés de um emprego. Na oitava temporada, o prêmio consistia em um montante em dinheiro destinado a auxiliar o vencedor na abertura de seu próprio negócio. A décima edição contou com celebridades competindo por um prêmio em dinheiro, do qual metade seria destinada a uma instituição de caridade escolhida pelo vencedor. A décima primeira temporada foi disputada por influenciadores digitais, que competiram por um prêmio em dinheiro para apoiar seus empreendimentos.
Ao longo de suas onze temporadas, O Aprendiz contou com a participação de 163 candidatos, dos quais 16 retornaram na nona edição para uma "segunda chance". Os participantes mais jovens foram Danny Jozsef, Maytê de Carvalho Soares e Raissa de Castro Alves, que competiram com 18 anos. A participante de maior idade foi Beth Szafir, que participou da edição de celebridades aos 65 anos. Os vencedores do programa, em ordem cronológica, são: Vivianne Ventura Braffman, Fábio de Oliveira Porcel, Anselmo Martini, Tiago de Aguiar Pereira, Clodoaldo Araújo, Marina Vasques de Oliveira Erthal, Samara Schuch Bueno, Janaina de Melo, Renata Tolentino, Ana Moser e Gabriel Gasparini.

## Candidatos
| Edição | Nome                                     | Equipe[I]    | Idade[II] | Origem                    | Colocação |
| ------ | ---------------------------------------- | ------------ | --------- | ------------------------- | --------- |
| 1      | Célia Irulegui                           | Solidéz      | 35        | São Paulo                 | 16        |
| 1      | Cintia Nunes Bragato                     | Solidéz      | 28        | São Paulo                 | 15        |
| 1      | Márcio Augusto                           | Ginga Brasil | 32        | São Paulo                 | 14        |
| 1      | Rodrigo Postigo Roz                      | Ginga Brasil | 23        | São Paulo                 | 13        |
| 1      | Regina Lunkes Diehl                      | Solidéz      | 35        | Porto Alegre              | 12        |
| 1      | Heloisa Mattos Pereira Guimarães         | Solidéz      | 34        | São Paulo                 | 11        |
| 1      | Luiz Suplicy Júnior                      | Ginga Brasil | 36        | São Paulo                 | 10        |
| 1      | Elise Borges Passamani                   | Solidéz      | 24        | Goiânia                   | 9         |
| 1      | Ailana Gomes Vilela                      | Solidéz      | 25        | Belo Horizonte            | 8         |
| 1      | Flávio Nogueira de Mello Oliveira        | Ginga Brasil | 34        | São Paulo                 | 7         |
| 1      | Simone Ostete                            | Solidéz      | 33        | São Paulo                 | 6         |
| 1      | Toni Ricardo Doemoendi                   | Ginga Brasil | 34        | São Paulo                 | 5         |
| 1      | Ronaldo Gasparian                        | Ginga Brasil | 36        | São Paulo                 | 4         |
| 1      | Marcelo Menezes Costa                    | Ginga Brasil | 31        | Recife                    | 3         |
| 1      | Denis Peres da Silva                     | Ginga Brasil | 28        | São Paulo                 | 2         |
| 1      | Vivianne Ventura Brafmann                | Solidéz      | 27        | São Paulo                 | 1         |
| 2      | Danielle Silva Peixoto                   | Mandala      | 30        | Fortaleza                 | 16        |
| 2      | Denize Markman                           | Mandala      | 43        | São Paulo                 | 15        |
| 2      | Flávia Celestino                         | Mandala      | 30        | Osasco                    | 14        |
| 2      | Stela Souza Farhat                       | Mandala      | 22        | São Paulo                 | 13        |
| 2      | Maurício José Bairão Carmagnani          | V-8          | 30        | São Paulo                 | 12        |
| 2      | Gisele Regina dos Santos                 | Mandala      | 28        | São Bernardo do Campo     | 11        |
| 2      | Evandro Banzato                          | V-8          | 33        | Santo André               | 10        |
| 2      | Antonio Marcos de Jesus Alves            | V-8          | 33        | São Paulo                 | 9         |
| 2      | Fernando Jorge Wosniak Steler            | V-8          | 27        | São Caetano do Sul        | 8         |
| 2      | Carolina Gouveia Vanuci                  | Mandala      | 24        | Osasco                    | 7         |
| 2      | José Felizardo "Feliz" da Silva Júnior   | V-8          | 26        | Rio de Janeiro            | 6         |
| 2      | Carlos Guilherme Séder de Oliveira       | V-8          | 26        | Vitória                   | 5         |
| 2      | Melina Bahia Konstadinidis               | Mandala      | 31        | São Paulo                 | 4         |
| 2      | Jurandir Silva de Carvalho Júnior        | V-8          | 27        | São Paulo                 | 3         |
| 2      | Tatiana Arrais                           | Mandala      | 27        | São Paulo                 | 2         |
| 2      | Fábio de Oliveira Porcel                 | V-8          | 27        | São Paulo                 | 1         |
| 3      | Marília Dantas                           | Águia        | 24        | João Pessoa               | 16        |
| 3      | Fabrício Lopez                           | Alliance     | 29        | Araraquara                | 15        |
| 3      | Paula Abnader                            | Águia        | 30        | Belém                     | 14        |
| 3      | Anníbal Camara Sodero                    | Alliance     | 31        | Belo Horizonte            | 13        |
| 3      | Carolina Carlassara                      | Águia        | 27        | Chapecó                   | 12        |
| 3      | Peter Collins                            | Alliance     | 31        | Teresópolis               | 11        |
| 3      | Luís Eduardo da Rosa Borges              | Alliance     | 31        | São Paulo                 | 10        |
| 3      | Letícia Rechden                          | Águia        | 32        | Porto Alegre              | 9         |
| 3      | Pedro Hans                               | Alliance     | 25        | Recife                    | 8         |
| 3      | Maximiliano Carvalho                     | Alliance     | 30        | Brasília                  | 7         |
| 3      | Carlos Nakao                             | Alliance     | 33        | São Paulo                 | 6         |
| 3      | Paula Ramos                              | Águia        | 31        | Rio de Janeiro            | 5         |
| 3      | Yanne Castro                             | Águia        | 27        | São Paulo                 | 4         |
| 3      | Karine Bidart                            | Águia        | 29        | Porto Alegre              | 3         |
| 3      | Márcia Beatriz de Queiroz                | Águia        | 32        | Curitiba                  | 2         |
| 3      | Anselmo Martini                          | Alliance     | 37        | Porto Alegre              | 1         |
| 4      | Ricardo de Souza Pereira                 | Adapt        | 42        | São Pedro dos Ferros      | 16        |
| 4      | Fernando Pacheco                         | Ello         | 41        | Campinas                  | 15        |
| 4      | Mariana Paschoal do Prado                | Adapt        | 23        | Campinas                  | 14        |
| 4      | Márcio Marques da Silva                  | Adapt        | 30        | São Paulo                 | 13        |
| 4      | Antonio Carlos Braga Júnior              | Adapt        | 27        | Maringá                   | 12        |
| 4      | Fábio Machado Taddei                     | Ello         | 27        | São Paulo                 | 11        |
| 4      | Luis Paulo Unti Demestri                 | Ello         | 41        | São Paulo                 | 10        |
| 4      | Edison Raymundi Júnior                   | Adapt        | 42        | Santo André               | 9         |
| 4      | Eduardo Rodrigues Franklin               | Ello         | 39        | São Paulo                 | 8         |
| 4      | Renata Lorena da Conceição               | Ello         | 31        | São João del-Rei          | 7         |
| 4      | Magali Barbiani                          | Adapt        | 40        | Porto Alegre              | 6         |
| 4      | Luisa Lucas Gontijo                      | Adapt        | 24        | Rio de Janeiro            | 5         |
| 4      | Pedro Frazão Filho                       | Ello         | 28        | São Paulo                 | 4         |
| 4      | Martha Mendes Ferreira                   | Ello         | 34        | São José dos Campos       | 3         |
| 4      | Mariana Junqueira Reis                   | Ello         | 24        | Belo Horizonte            | 2         |
| 4      | Tiago de Aguiar Pereira                  | Adapt        | 30        | São Carlos                | 1         |
| 5      | Leny Evelini                             | Masters      | 24        | Rio de Janeiro            | 16        |
| 5      | Douglas Leme Amorim                      | Masters      | 30        | São Paulo                 | 15        |
| 5      | Daniel Nicolini                          | Foccos       | 47        | Santo André               | 14        |
| 5      | Rodrigo Ranzani Rodrigues                | Masters      | 32        | São Paulo                 | 13        |
| 5      | Fernanda Chilotti                        | Masters      | 29        | São Paulo                 | 12        |
| 5      | Ricardo Moreira                          | Masters      | 37        | São Paulo                 | 11        |
| 5      | Andréia Silva Rego                       | Masters      | 24        | Brasília                  | 10        |
| 5      | Patrícia Groke                           | Masters      | 42        | Fortaleza                 | 9         |
| 5      | Adriana Gaspar                           | Foccos       | 31        | Rio de Janeiro            | 8         |
| 5      | Maura Mendes Ferreira Barreto            | Foccos       | 31        | Melbourne                 | 7         |
| 5      | Sandra Sakuma                            | Foccos       | 29        | Curitiba                  | 6         |
| 5      | Danilo Augusto Bomfim                    | Foccos       | 29        | São Carlos                | 5         |
| 5      | Hugo Ricardo Rosin                       | Masters      | 27        | Ribeirão Preto            | 4         |
| 5      | Daniel Vaughan Stephens                  | Foccos       | 27        | São Paulo                 | 3         |
| 5      | Henrique de Castro Pereira Sucasas       | Foccos       | 36        | São Paulo                 | 2         |
| 5      | Clodoaldo Araújo                         | Foccos       | 35        | Limeira                   | 1         |
| 6      | Guilherme Aragão Bessa do Sacramento     | Maxxi        | 21        | São Vicente               | 18        |
| 6      | Carla Stapani Ruas                       | Best         | 20        | Campo Grande              | 17        |
| 6      | Raissa de Castro Alves                   | Best         | 18        | Fortaleza                 | 16        |
| 6      | Pedro Amatti Ferrari                     | Best         | 20        | São Paulo                 | 15        |
| 6      | Taila Maitê Ueoka                        | Maxxi        | 20        | Londrina                  | 14        |
| 6      | João Luiz de Camargo Granja              | Maxxi        | 25        | São Paulo                 | 13        |
| 6      | Rutênio Nogueira de Almeida Segundo      | Best         | 23        | Uiraúna                   | 12        |
| 6      | Lucas Dobner Broch                       | Best         | 20        | Porto Alegre              | 11        |
| 6      | Rafael Martins Pereira                   | Maxxi        | 23        | São Paulo                 | 10        |
| 6      | Álvaro da Costa Batista Guedes           | Best         | 22        | Natal                     | 9         |
| 6      | Rebeca de Matos Romero                   | Best         | 21        | Anápolis                  | 8         |
| 6      | Maytê de Carvalho Soares                 | Maxxi        | 18        | Guarulhos                 | 7         |
| 6      | Mariana de Sousa Marinho                 | Best         | 21        | São Gonçalo               | 6         |
| 6      | Rodrigo Prates Carraresi                 | Maxxi        | 22        | Rio de Janeiro            | 5         |
| 6      | Ana Paula Siebert                        | Best         | 20        | Blumenau                  | 4         |
| 6      | Stephanie Paris Vilhagra                 | Maxxi        | 20        | Vitória                   | 3         |
| 6      | Karina Ribeiro                           | Maxxi        | 25        | Mairiporã                 | 2         |
| 6      | Marina Vasques de Oliveira Erthal        | Maxxi        | 20        | Cuiabá                    | 1         |
| 7      | Renata de Oliveira Bacha                 | Up           | 20        | Belo Horizonte            | 16        |
| 7      | Ailton Alves Pereira Junior              | Avant        | 27        | Aracaju                   | 15        |
| 7      | Marília Cristina Bonízio                 | Avant        | 25        | Ribeirão Preto            | 14        |
| 7      | Pan Chenxiang                            | Avant        | 21        | Wenzhou                   | 13        |
| 7      | Natália Bueno Amador Nohra               | Avant        | 22        | São Paulo                 | 12        |
| 7      | Conrado Almeida de Alcântara             | Up           | 24        | Mogi Guaçu                | 11        |
| 7      | Aimée Isabella de Souza Mendes           | Avant        | 19        | Curitiba                  | 10        |
| 7      | Rodrigo Neujahr Spohr                    | Up           | 22        | Porto Alegre              | 9         |
| 7      | Danny Jozsef                             | Up           | 18        | São Paulo                 | 8         |
| 7      | Alessandra Silveira Silva                | Up           | 22        | Belo Horizonte            | 7         |
| 7      | Nathália Régia Tiburtino da Silva        | Avant        | 20        | São Paulo                 | 6         |
| 7      | Ramon Ronê Duarte de Carvalho            | Avant        | 20        | Rio de Janeiro            | 5         |
| 7      | Caio Delforno de Carvalho                | Up           | 20        | Itatiba                   | 4         |
| 7      | Gabriela Gaspari da Costa                | Up           | 22        | São João da Boa Vista     | 3         |
| 7      | Rodrigo Solano Santos                    | Avant        | 20        | Recife                    | 2         |
| 7      | Samara Schuch Bueno                      | Up           | 21        | Rio Grande                | 1         |
| 8      | Washington Rodrigues                     | Vetor        | 30        | São José dos Campos       | 16        |
| 8      | Alexandre Carreiro                       | Vetor        | 40        | Rio de Janeiro            | 15        |
| 8      | Bryan Yoneda                             | Vanguarda    | 25        | Londrina                  | 14        |
| 8      | Rogério Corrêa                           | Vanguarda    | 40        | Rio de Janeiro            | 13        |
| 8      | Fernando Gonçalves                       | Vanguarda    | 27        | Santo André               | 12        |
| 8      | Ana Carla Abdalla Zanoni                 | Vetor        | 39        | São Paulo                 | 11        |
| 8      | Tanyo de Jesus                           | Vetor        | 33        | Carmópolis                | 10        |
| 8      | Bianca Yezzi                             | Vanguarda    | 27        | São Paulo                 | 9         |
| 8      | Diego Martins                            | Vanguarda    | 35        | São Paulo                 | 8         |
| 8      | Rodrigo Fittipaldi                       | Vetor        | 31        | Rio de Janeiro            | 7         |
| 8      | Maria Fernanda de Lima                   | Vanguarda    | 29        | São Paulo                 | 6         |
| 8      | Suelen da Silva                          | Vetor        | 29        | São Francisco do Sul      | 5         |
| 8      | Daniely Zanotti                          | Vanguarda    | 31        | Colatina                  | 4         |
| 8      | Bruna Giardino                           | Vetor        | 25        | São Bernardo do Campo     | 3         |
| 8      | Renata Tolentino                         | Vanguarda    | 25        | Belo Horizonte            | 2         |
| 8      | Janaina de Melo                          | Vetor        | 28        | Manaus                    | 1         |
| 9      | Maura Mendes Ferreira Barreto            | Sinergia     | 37        | Melbourne                 | 16        |
| 9      | Daniely Zanotti                          | Sinergia     | 33        | Colatina                  | 15        |
| 9      | Ronaldo Gasparian                        | Flecha       | 45        | São Paulo                 | 14        |
| 9      | Antonio Carlos Braga Júnior              | Flecha       | 33        | Maringá                   | 13        |
| 9      | Lucas Dobner Broch                       | Flecha       | 25        | Porto Alegre              | 12        |
| 9      | Carlos Nakao                             | Flecha       | 40        | São Paulo                 | 11        |
| 9      | Mariana de Sousa Marinho                 | Sinergia     | 26        | São Gonçalo               | 10        |
| 9      | Karina Ribeiro                           | Sinergia     | 30        | Mairiporã                 | 9         |
| 9      | Karine Bidart                            | Sinergia     | 36        | Porto Alegre              | 8         |
| 9      | Evandro Banzato                          | Flecha       | 41        | Santo André               | 7         |
| 9      | Jurandir "Jota" Silva de Carvalho Júnior | Flecha       | 35        | São Paulo                 | 6         |
| 9      | Carlos Guilherme Séder de Oliveira       | Flecha       | 35        | Vitória                   | 5         |
| 9      | Maytê de Carvalho Soares                 | Sinergia     | 23        | Guarulhos                 | 4         |
| 9      | Rodrigo Solano Santos                    | Flecha       | 23        | Recife                    | 3         |
| 9      | Melina Bahia Konstadinidis               | Sinergia     | 39        | São Paulo                 | 2         |
| 9      | Renata Tolentino                         | Sinergia     | 27        | Belo Horizonte            | 1         |
| 10     | Alexia Dechamps                          | -[III]       | 45        | Buenos Aires              | 15        |
| 10     | Nico Puig                                | Fênix        | 41        | São Paulo                 | 14        |
| 10     | Kid Vinil                                | Next         | 59        | Cedral                    | 13        |
| 10     | Maria Cândida                            | Next         | 42        | São Paulo                 | 12        |
| 10     | Pedro Nercessian                         | Fênix        | 28        | Rio de Janeiro            | 11        |
| 10     | Nahim                                    | Next         | 61        | Miguelópolis              | 10        |
| 10     | Mônica Carvalho                          | Fênix        | 43        | Rio de Janeiro            | 9         |
| 10     | Michele Birkheuer                        | Fênix        | 34        | Passo Fundo               | 8         |
| 10     | Andréa de Nóbrega                        | Next         | 45        | São Paulo                 | 7         |
| 10     | Raul Boesel                              | Fênix        | 56        | Curitiba                  | 6         |
| 10     | Beth Szafir                              | Fênix        | 65        | São Paulo                 | 5         |
| 10     | Priscila Machado                         | Next         | 28        | Canoas                    | 4         |
| 10     | Amon Lima                                | Fênix        | 37        | Porto Alegre              | 2[IV]     |
| 10     | Christiano Cochrane                      | Next         | 42        | Rio de Janeiro            | 2[IV]     |
| 10     | Ana Moser                                | Next         | 45        | Blumenau                  | 1         |
| 11     | Jessica Belcost                          | Share        | 30        | Culturama                 | 18        |
| 11     | Rúbia Baricelli                          | Share        | 27        | São Paulo                 | 17        |
| 11     | Lucas Estevam                            | Hashtag      | 28        | Campinas                  | 16        |
| 11     | Carlos Santana                           | Share        | 22        | Campo Grande              | 15        |
| 11     | Julia Mendonça                           | Hashtag      | 32        | Bagé                      | 14        |
| 11     | Alice Salazar                            | Hashtag      | 35        | Santo Antônio da Patrulha | 13        |
| 11     | Leo Bacci                                | Hashtag      | 31        | São Paulo                 | 12        |
| 11     | Montalvão                                | Hashtag      | 31        | Goiânia                   | 11        |
| 11     | Karla Amadori                            | Hashtag      | 31        | Lebon Régis               | 10        |
| 11     | Alberto Solon                            | Share        | 57        | Rio de Janeiro            | 9         |
| 11     | Xan Ravelli                              | Share        | 37        | São Paulo                 | 8         |
| 11     | PC Siqueira                              | Share        | 32        | São Paulo                 | 7         |
| 11     | Sandra Matarazzo                         | Hashtag      | 36        | São Paulo                 | 6         |
| 11     | Taty Ferreira                            | Hashtag      | 31        | Araxá                     | 5         |
| 11     | Nana Rude                                | Share        | 26        | Porto Alegre              | 4         |
| 11     | Gabi Lopes                               | Share        | 24        | São Paulo                 | 2[V]      |
| 11     | Erasmo Viana                             | Share        | 33        | Salvador                  | 2[V]      |
| 11     | Gabriel Gasparini                        | Hashtag      | 30        | São Paulo                 | 1         |

↑[I]  Equipe original dos candidatos.

↑[II]  Idade dos candidatos durante a exibição.

↑[III]  Alexia Dechamps foi eliminada antes da formação de equipes.

↑[IV]  Apenas a vitória de Ana Moser foi anunciada.

↑[V]  Apenas a vitória de Gabriel Gasparini foi anunciada.